# Okány
Okány is een plaats (község) en gemeente in het Hongaarse comitaat Békés. Okány telt 2993 inwoners (2002).